# Спрингетс Мејнор-Јорклин (Пенсилванија)
Спрингетс Мејнор-Јорклин (енгл. Springetts Manor-Yorklyn) град је у америчкој савезној држави Пенсилванија.

## Демографија
По попису из 2000. године број становника је 4.156.
| Група             | 2000.         | 2010.    |
| Белци             | 3.079 (74,1%) | 0 (0,0%) |
| Афроамериканци    | 583 (14,0%)   | 0 (0,0%) |
| Азијати           | 141 (3,4%)    | 0 (0,0%) |
| Хиспаноамериканци | 329 (7,9%)    | 0 (0,0%) |
| Укупно            | 4.156         | 0        |